# Niemstów (gromada w powiecie lubaczowskim)
Niemstów – dawna gromada, czyli najmniejsza jednostka podziału terytorialnego Polskiej Rzeczypospolitej Ludowej w latach 1954–1972.
Gromady, z gromadzkimi radami narodowymi (GRN) jako organami władzy najniższego stopnia na wsi, funkcjonowały od reformy reorganizującej administrację wiejską przeprowadzonej jesienią 1954 do momentu ich zniesienia z dniem 1 stycznia 1973, tym samym wypierając organizację gminną w latach 1954–1972.
Gromadę Niemstów z siedzibą GRN w Niemstowie utworzono – jako jedną z 8759 gromad na obszarze Polski – w powiecie lubaczowskim w woj. rzeszowskim na mocy uchwały nr 26/54 WRN w Rzeszowie z dnia 5 października 1954. W skład jednostki weszły obszary dotychczasowych gromad Niemstów i Folwarki ze zniesionej gminy Cieszanów oraz obszar dotychczasowej gromady Ułazów (bez przysiółka Koziejówka) ze zniesionej gminy Dzików Stary w tymże powiecie. Dla gromady ustalono 13 członków gromadzkiej rady narodowej.
1 stycznia 1960 gromadę zniesiono, włączając jej obszar do gromad Dachnów (wsie Niemstów i Folwarki) i Dzików Stary (wieś Ułazów) w tymże powiecie.